# Osso esquamosal

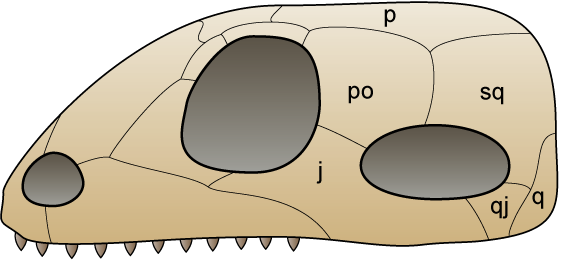
Um esquema de um crânio sinapsídeo mostrando a localização dos principais ossos dérmicos, incluindo o osso esquamosal (Sq).

O osso esquamosal é um osso do crânio encontrado na maioria dos répteis, anfíbios e pássaros. Em peixes, também é chamado de osso pterótico.
Na maioria dos tetrápodes, os ossos esquamosal e quadratojugal formam a série das bochechas do crânio. O osso forma um componente ancestral do teto dérmico e é tipicamente fino em comparação com outros ossos do crânio.
O osso esquamosal encontra-se ventral à série temporal e à incisura ótica, e é limitado anteriormente pelo pós-orbital. Posteriormente, o esquamosal se articula com os ossos quadrático e pterigóide. O esquamosal é limitado anteroventralmente pelo jugal e ventralmente pelo quadratojugal.

## Função em Répteis
Nos répteis, o quadrato e os ossos articulares do crânio se articulam para formar a articulação da mandíbula. O osso esquamosal fica anterior ao osso quadrático.

## Anatomia em Sinapsideos

### Sinapsídeosnão mamíferos
Em sinapsídeos, a mandíbula é composta por quatro elementos ósseos e referida como uma mandíbula quadro-articular porque a junta está entre os ossos articulares e quadráticos. Em terapsídeos (sinapsídeos avançados incluindo mamíferos), a mandíbula é simplificada em uma articulação entre o dentário e a parte escamosa do osso temporal e, portanto, referida como mandíbula dentário-esquamosal. 

## Mamíferos
Em muitos mamíferos, incluindo humanos, o esquamosal se funde com o osso periótico e a bula auditiva para formar o osso temporal, então conhecido como escama temporal.
Em mamíferos, o osso quadrático evolui para formar a bigorna, um dos ossículos da orelha dos mamíferos.
Da mesma forma, o osso articular evolui para formar o martelo. O osso esquamosal migra e se alonga para se tornar um novo ponto de articulação com a mandíbula inferior (no osso dentário).